# جورج باور (سياسي)
جورج باور هو أستاذ جامعي وسياسي ألماني، ولد في 2 أبريل 1895 في Dischingen ‏ في ألمانيا، وتوفي في 1 أبريل 1975 في روتفايل في ألمانيا. نشط حزبياً في الاتحاد الديمقراطي المسيحي. وقد انتخب عضو مجلس الشورى الموحد بادن فورتمبيرغ ‏ وانتخب عضو في البوندستاغ الألماني خلال فترته النيابية ‏ (7 سبتمبر 1949 – 7 سبتمبر 1953).